# Zatwierdzenie typu
Zatwierdzenie typu – wykazanie na podstawie wyników przeprowadzonych badań, że typ przyrządu pomiarowego spełnia wymagania metrologiczne określone we właściwych przepisach. Zatwierdzenie typu stanowi potwierdzenie dokonania prawnej kontroli metroligicznej i poprzedzone jest zespołem czynności mających na celu wykazanie, czy przyrząd pomiarowy danego typu spełnia wymagania, czyli badaniem typu. Potwierdzenie, że typ przyrządu pomiarowego spełnia wymagania, następuje w drodze decyzji Prezesa Głównego Urzędu Miar.